# Руданська вулиця (Житомир)
Руданська вулиця — вулиця в Корольовському районі міста Житомир.

## Розташування
Знаходиться на теренах Смоківки — Мар'янівки, неподалік хутора Затишшя. З'єднує 5-ту Мар'янівську лінію з Мар'янівською вулицею. Пролягає паралельно річці Ставровці, відомій також як струмок «Руда» («Рудка»). Від назви останнього походить назва вулиці.

## Історія
Вулиця та її забудова почали формуватися на вільних від забудови землях у 1990-х роках. У 1989 році отримала чинну назву.